# Такуме

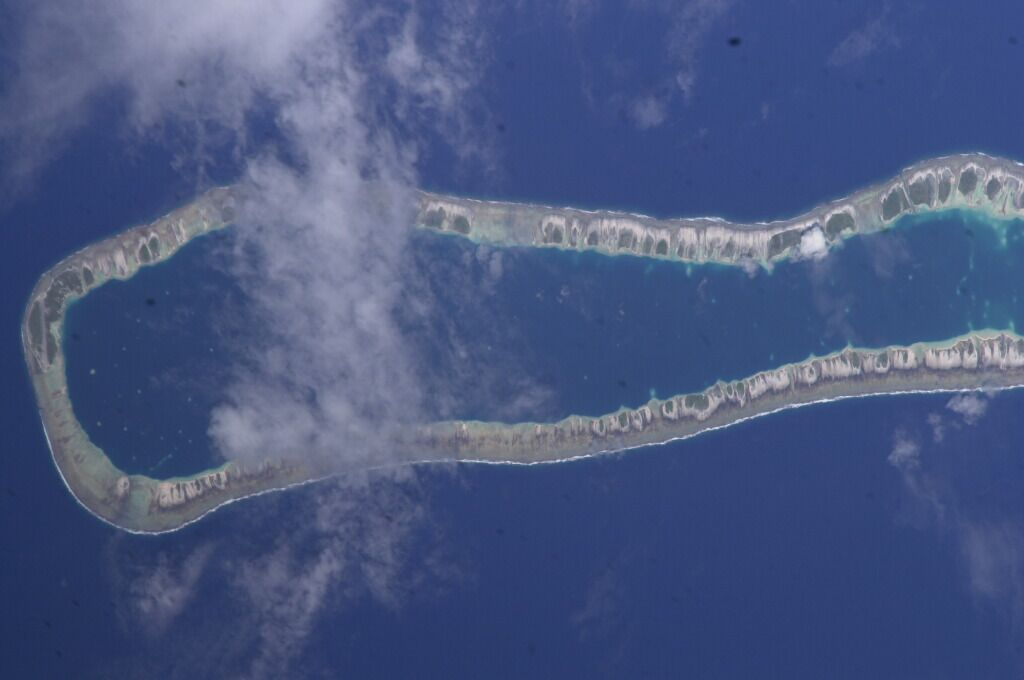
Космический снимок атолла.

Такуме (фр. Takume, остров Волконского) — атолл в архипелаге Туамоту (Французская Полинезия). Расположен в 8 км к северо-западу от острова Рароиа.

## География
Длина атолла составляет около 20 км, площадь суши — 5 км². В центре расположена лагуна, соединённая в одном месте проходом с океаническими водами.

## История
Такуме был открыт 15 июля 1820 года русским путешественником Ф. Ф. Беллинсгаузеном, который назвал его атоллом Волконского (в честь генерала П. М. Волконского).

## Административное деление
Административно входит в состав коммуны Макемо.

## Население
В 2007 году численность постоянного населения Такуме нет. Главное поселение острова было — деревня Охомо. На атолле действует аэродром.